# Silnice II/418
Silnice II/418 je česká silnice II. třídy v Jihomoravském kraji, která vede od Brna přes Újezd u Brna do Krumvíře, paralelně se silnicí II/380. Dosahuje délky 22,5 km.

## Vedení silnice

### Jihomoravský kraj

#### Okres Brno-venkov
- odbočení z II/380 (kruhový objezd)
- Sokolnice
- Újezd u Brna (křížení a krátká peáž s II/416)

#### Okres Vyškov
- rozcestí Šaratice/Těšany (III/4166)
- Otnice
- odbočka Lovčičky (III/4186)
- Bošovice
- sedlo ve Ždánickém lese (319 m n. m.)

#### Okres Břeclav
- Velké Hostěrádky (začátek peáže II/381)
- odbočka směr Dambořice (konec peáže II/381)
- Bohumilice
- odbočka Kašnice, Klobouky u Brna (III/4188)
- Krumvíř (napojení zpět na II/380)

## Vodstvo na trase
Hned na začátku silnice překonává Dunávku, v Sokolnicích pak Říčku a v Újezdě u Brna Litavu. Od Otnic do Bošovic vede podél Bošovického potoka. Od Velkých Hostěrádek po Bohumilice pak podél Hunivek, které přemosťuje za odbočením silnice II/381. Těsně před zakončením v Krumvíři ještě překonává Kašnici.